# Campeonato Mundial de Ajedrez 1981
El Campeonato Mundial de Ajedrez 1981 fue un encuentro entre el campeón Anatoli Kárpov, de la Unión Soviética y el retador Víktor Korchnói, con su reciente nacionalidad suiza. El match se jugó en Merano, Italia. Se inició jugándose la primera partida el 1 de octubre y la última el 19 de noviembre, con victoria del soviético. Kárpov ganó el match 6-2, manteniendo el título máximo.

## Torneo de Candidatos
Los seis mejores ubicados en el Torneo Interzonal, el perdedor del Campeonato pasado y el perdedor del Torneo de Candidatos pasado jugaron matches de eliminación directa, y el ganador obteniendo el derecho de jugar por el Campeonato Mundial de Ajedrez contra Anatoli Kárpov en 1981.
|  | Cuartos de final      | Cuartos de final      |                  |                 | Semifinales            | Semifinales            |  |                 | Final                             | Final                             |  |
|  | Marzo a abril de 1980 | Marzo a abril de 1980 |                  |                 | Julio a agosto de 1980 | Julio a agosto de 1980 |  |                 | Diciembre de 1980 a enero de 1981 | Diciembre de 1980 a enero de 1981 |  |
|  |                       |                       |                  |                 |                        |                        |  |                 |                                   |                                   |  |
|  |                       |                       |                  |                 |                        |                        |  |                 |                                   |                                   |  |
|  | Víktor Korchnói       | 5½                    |                  |                 |                        |                        |  |                 |                                   |                                   |  |
|  | Víktor Korchnói       | 5½                    |                  |                 |                        |                        |  |                 |                                   |                                   |  |
|  | Tigrán Petrosián      | 3½                    |                  |                 |                        |                        |  |                 |                                   |                                   |  |
|  | Tigrán Petrosián      | 3½                    |                  | Víktor Korchnói | 7½                     |                        |  |                 |                                   |                                   |  |
|  |                       |                       |                  | Víktor Korchnói | 7½                     |                        |  |                 |                                   |                                   |  |
|  |                       |                       | Lev Polugayevski | 6½              |                        |                        |  |                 |                                   |                                   |  |
|  | Lev Polugayevski      | 5½                    | Lev Polugayevski | 6½              |                        |                        |  |                 |                                   |                                   |  |
|  | Lev Polugayevski      | 5½                    |                  |                 |                        |                        |  |                 |                                   |                                   |  |
|  | Mijaíl Tal            | 2½                    |                  |                 |                        |                        |  |                 |                                   |                                   |  |
|  | Mijaíl Tal            | 2½                    |                  |                 |                        |                        |  | Víktor Korchnói | 4½                                |                                   |  |
|  |                       |                       |                  |                 |                        |                        |  | Víktor Korchnói | 4½                                |                                   |  |
|  |                       |                       | Robert Hübner    | 3½ (ab.)        |                        |                        |  |                 |                                   |                                   |  |
|  | Lajos Portisch        | 7*                    | Robert Hübner    | 3½ (ab.)        |                        |                        |  |                 |                                   |                                   |  |
|  | Lajos Portisch        | 7*                    |                  |                 |                        |                        |  |                 |                                   |                                   |  |
|  | Borís Spasski         | 7*                    |                  |                 |                        |                        |  |                 |                                   |                                   |  |
|  | Borís Spasski         | 7*                    |                  | Lajos Portisch  | 4½                     |                        |  |                 |                                   |                                   |  |
|  |                       |                       |                  | Lajos Portisch  | 4½                     |                        |  |                 |                                   |                                   |  |
|  |                       |                       | Robert Hübner    | 6½              |                        |                        |  |                 |                                   |                                   |  |
|  | András Adorján        | 4½                    | Robert Hübner    | 6½              |                        |                        |  |                 |                                   |                                   |  |
|  | András Adorján        | 4½                    |                  |                 |                        |                        |  |                 |                                   |                                   |  |
|  | Robert Hübner         | 5½                    |                  |                 |                        |                        |  |                 |                                   |                                   |  |
|  | Robert Hübner         | 5½                    |                  |                 |                        |                        |  |                 |                                   |                                   |  |
|  |                       |                       |                  |                 |                        |                        |  |                 |                                   |                                   |  |

## Match
El match sería a partidas ilimitadas, sólo acabando cuando un jugador llegue a 6 victorias. Las victorias cuentan como 1 punto, los empates ½ y las derrotas 0.
| Jugador         | 1 | 2 | 3 | 4 | 5 | 6 | 7 | 8 | 9 | 10 | 11 | 12 | 13 | 14 | 15 | 16 | 17 | 18 | Total (Vic) |
| --------------- | - | - | - | - | - | - | - | - | - | -- | -- | -- | -- | -- | -- | -- | -- | -- | ----------- |
| Anatoli Kárpov  | 1 | 1 | ½ | 1 | ½ | 0 | ½ | ½ | 1 | ½  | ½  | ½  | 0  | 1  | ½  | ½  | ½  | 1  | 11 (6)      |
| Víktor Korchnói | 0 | 0 | ½ | 0 | ½ | 1 | ½ | ½ | 0 | ½  | ½  | ½  | 1  | 0  | ½  | ½  | ½  | 0  | 7 (2)       |